# Harrison Mojica
Harrinson Arley Mojica Betancourt, conocido simplemente como Harry Mojica
(Palmira, Valle del Cauca, Colombia; 17 de febrero de 1993), es un futbolista colombiano. Juega como mediocampista y actualmente se encuentra en club deportivo FAS tras su paso por Alianza Petrolera de la Primera A de Colombia.

## Trayectoria

### Deportivo Cali
Debutó con Deportivo Cali en el 2011 en un partido de Copa Colombia ante el Sucre Fútbol Club, éste ya militaba en el equipo Sub-19 y logró ascender al equipo profesional mostrando sus grandes aptitudes de juego gracias a su gran velocidad y regate.
Fue campeón con el Deportivo Cali del Campeonato Postobon Sub-19 2012 y obtuvo un cupo con su club a la Copa Libertadores Sub-20 de 2012 además de su convocatoria a la Selección Colombia Sub-20 con la cual se coronó campeón del Sudamericano Sub-20 de 2013 en Argentina. Después de una gran actuación en el sudamericano, Mojica llegó al Deportivo Cali y fue incluido en el grupo que enfrentó al Boyacá Chicó en la segunda fecha de la Liga Postobon 2013-I ya que Álvaro Domínguez sufrió un problema estomacal que lo sacó del partido. En este encuentro Mojica logra su primer gol como profesional marcando el 2-0 para su equipo y haciendo gala de una gran técnica.
En la era de Leonel Álvarez como director técnico del Deportivo Cali Mojica ya hacía parte del equipo profesional y era una alternativa constante de Leo, el cual lo utilizó en el partido frente al Deportivo Pasto en la tercera fecha de la Liga Postobon 2013-I relevando a Édixon Perea, ese partido terminó 2-2. El 4 de marzo de 2013 se dio a conocer el interés de un grupo de empresarios (Mismo grupo de empresarios que manejan a Messi) lo tendrían en sus planes para llevárselo a Europa, argumentando que él podría ser el nuevo Juan Fernando Quintero, ya que Harry posee unas grandes cualidades y condiciones futbolísticas.
En el transcurso de convocatorias a la selección Colombia Sub-20 Mojica anota en el clásico del Valle del Cauca Deportivo Cali - América el primer y único tanto del partido con lo cual su equipo Deportivo Cali gana el encuentro por la octava fecha de la Copa Postobon así llegando a 2 goles como profesional.
Después de un receso de jugar en el primer equipo, volvió a ser tenido en cuenta a finales del todos contra todos del segundo torneo del 2013 y reaparece el día sábado 16 de noviembre por la primera fecha de los cuadrangulares semifinales del torneo colombiano, reemplazando a Jhon Viáfara y marcando su tercer gol por clubes. 
El 30 de enero del 2014 se consagraría campeón de la Superliga de Colombia con el Deportivo Cali frente al Atlético Nacional de Medellín desde los tiros del punto penal, y el 8 de junio de 2015 ya con Fernando "el Pecoso" Castro como timonel del cuadro azucaro se consagraría campeón del Torneo Apertura de Colombia con el Deportivo Cali frente al Deportivo Independiente Medellín.

### Cortuluá
En diciembre del 2016 fue anunciado como nuevo refuerzo del Cortuluá.

### Millonarios
El 6 de enero de 2021 se confirma su fichaje por Millonarios, equipo al cual llega en condición de contrato por un año con opción de compra. Debuta en el equipo embajador el 16 de enero en la victoria 1-0 contra Envigado Fútbol Club. Ingresa al segundo tiempo del partido, sustituyendo a Édgar Guerra. Así mismo es sustituido previo al final del encuentro para dar entrada al defensor Breiner Paz. El jugador realiza su debut con el dorsal '20', sin embargo, ante la llegada de Fernando Uribe, Mojica le cede el dorsal al delantero, tomando él el dorsal '30'.

## Selección nacional
| Campeonato                          | Sede      | Resultado   |
| ----------------------------------- | --------- | ----------- |
| Sudamericano Sub-20 de 2013         | Argentina | Campeón     |
| Torneo Esperanzas de Toulon de 2013 | Francia   | Sub-Campeón |

## Clubes
| Club                 | País        | Año         |
| -------------------- | ----------- | ----------- |
| Deportivo Cali       | Colombia    | 2011 - 2016 |
| Cortuluá             | Colombia    | 2017        |
| Deportivo Cali       | Colombia    | 2017        |
| Atlético Bucaramanga | Colombia    | 2018        |
| Jaguares de Córdoba  | Colombia    | 2019 - 2020 |
| Millonarios          | Colombia    | 2021        |
| 9 de Octubre         | Ecuador     | 2022        |
| Alianza Petrolera    | Colombia    | 2022-2023   |
| Deportivo FAS        | El Salvador | 2024        |

## Estadísticas
- Actualizado el 24 de mayo de 2022.

| Club                            | Div.          | Temporada     | Liga  | Liga  | Copa Nacional | Copa Nacional | Copa Internacional | Copa Internacional | Total | Total |
| Club                            | Div.          | Temporada     | Part. | Goles | Part.         | Goles         | Part.              | Goles              | Part. | Goles |
| ------------------------------- | ------------- | ------------- | ----- | ----- | ------------- | ------------- | ------------------ | ------------------ | ----- | ----- |
| Deportivo Cali · Colombia       | 1.ª           | 2011          | 0     | 0     | 1             | 0             | Inexistentes       | Inexistentes       | 1     | 0     |
| Deportivo Cali · Colombia       | 1.ª           | 2012          | 6     | 0     | 7             | 0             | Inexistentes       | Inexistentes       | 13    | 0     |
| Deportivo Cali · Colombia       | 1.ª           | 2013          | 22    | 2     | 8             | 1             | Inexistentes       | Inexistentes       | 30    | 3     |
| Deportivo Cali · Colombia       | 1.ª           | 2014          | 7     | 0     | 8             | 1             | 1                  | 0                  | 16    | 1     |
| Deportivo Cali · Colombia       | 1.ª           | 2015          | 4     | 0     | 1             | 0             | Inexistentes       | Inexistentes       | 5     | 0     |
| Deportivo Cali · Colombia       | 1.ª           | 2016          | 17    | 1     | 0             | 0             | 2                  | 0                  | 19    | 1     |
| Deportivo Cali · Colombia       | 1.ª           | 2017          | 0     | 0     | 0             | 0             | Inexistentes       | Inexistentes       | 0     | 0     |
| Deportivo Cali · Colombia       | Total club    | Total club    | 56    | 3     | 25            | 2             | 3                  | 0                  | 84    | 5     |
| Cortuluá · Colombia             | 1.ª           | 2017          | 4     | 0     | 2             | 0             | Inexistentes       | Inexistentes       | 6     | 0     |
| Cortuluá · Colombia             | Total club    | Total club    | 4     | 0     | 2             | 0             | 0                  | 0                  | 6     | 0     |
| Atlético Bucaramanga · Colombia | 1.ª           | 2018          | 9     | 0     | 4             | 1             | Inexistentes       | Inexistentes       | 13    | 1     |
| Atlético Bucaramanga · Colombia | Total club    | Total club    | 9     | 0     | 4             | 1             | 0                  | 0                  | 13    | 1     |
| Jaguares de Córdoba · Colombia  | 1.ª           | 2019          | 35    | 5     | 1             | 0             | Inexistentes       | Inexistentes       | 36    | 5     |
| Jaguares de Córdoba · Colombia  | 1.ª           | 2020          | 15    | 2     | 0             | 0             | Inexistentes       | Inexistentes       | 15    | 2     |
| Jaguares de Córdoba · Colombia  | Total club    | Total club    | 50    | 7     | 1             | 0             | 0                  | 0                  | 51    | 7     |
| Millonarios · Colombia          | 1.ª           | 2021          | 33    | 3     | 2             | 0             | Inexistentes       | Inexistentes       | 35    | 3     |
| Millonarios · Colombia          | Total club    | Total club    | 33    | 3     | 2             | 0             | 0                  | 0                  | 35    | 3     |
| 9 de Octubre · Ecuador          | 1.ª           | 2022          | 4     | 0     | 0             | 0             | 2                  | 0                  | 6     | 0     |
| 9 de Octubre · Ecuador          | Total club    | Total club    | 4     | 0     | 0             | 0             | 2                  | 0                  | 6     | 0     |
| Total carrera                   | Total carrera | Total carrera | 147   | 13    | 34            | 3             | 5                  | 0                  | 186   | 16    |

## Palmarés

### Campeonatos nacionales
| Título                | Equipo         | País     | Año  |
| --------------------- | -------------- | -------- | ---- |
| Superliga de Colombia | Deportivo Cali | Colombia | 2014 |
| Torneo Apertura       | Deportivo Cali | Colombia | 2015 |

### Torneos internacionales
| Título                         | Club                         | Lugar     | Año  |
| ------------------------------ | ---------------------------- | --------- | ---- |
| Campeonato Sudamericano Sub-20 | Selección de Colombia Sub-20 | Argentina | 2013 |